# 羅馬-日耳曼博物館
羅馬-日耳曼博物館（德語：Römisch-Germanisches Museum）是一座位於德國城市科隆的考古學博物館，收藏了大量科隆地區的羅馬時代的考古文物。博物館開業於1974年，擁有世界上數量最多的古羅馬時期的玻璃藏品。
2007年1月风暴基里尔把博物馆里1800年历史的酒神马赛克损坏，修复工作历时一年多。

## 外部連結

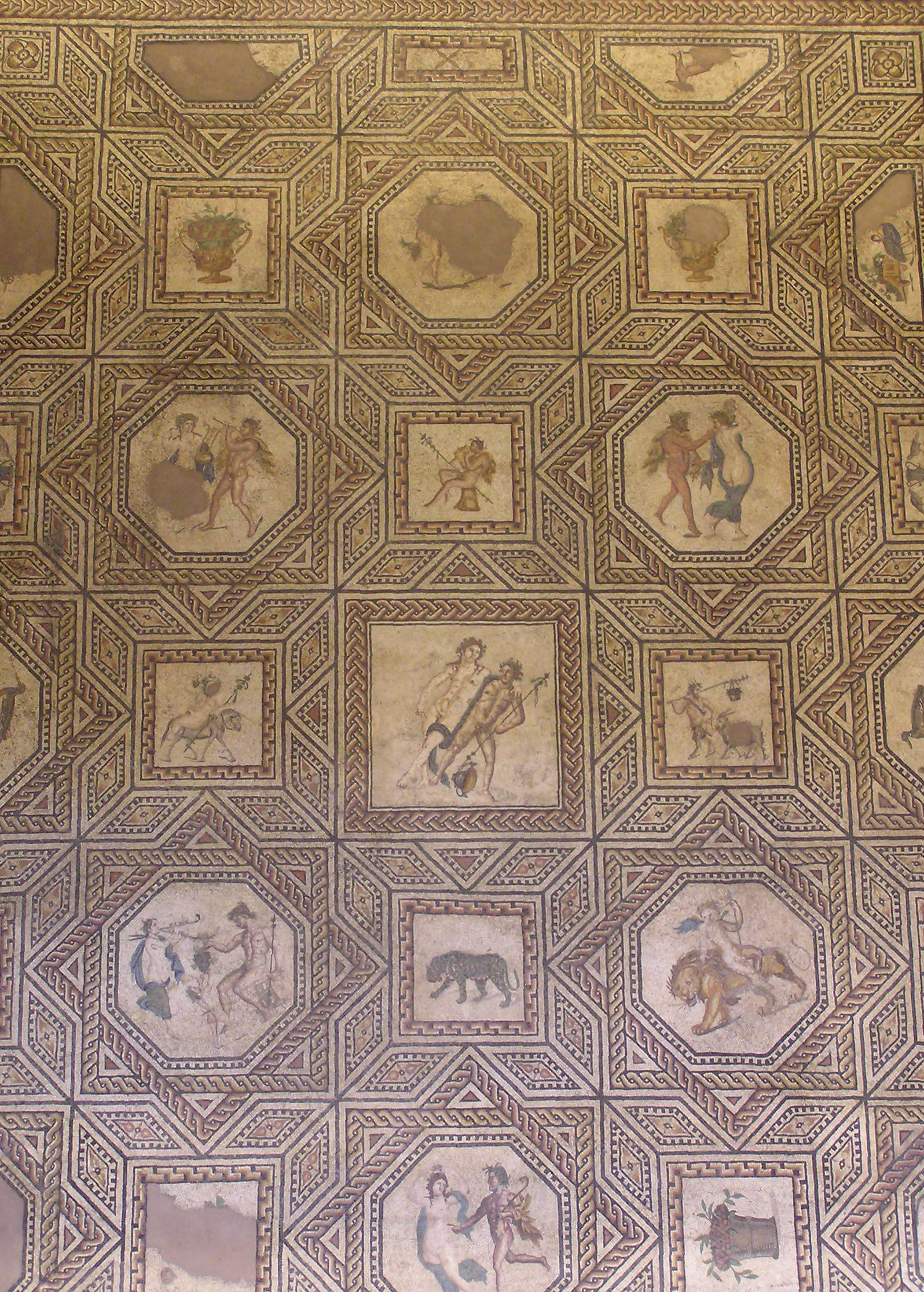
酒神马赛克（Dionysosmosaik）

- Römisch-Germanisches Museum （页面存档备份，存于）
- www.colonia3d.de （页面存档备份，存于）, computer aided animations and renderings of CCAA  by Köln International School of Design （德文） （英文）